# Pojazd kolejowy specjalny

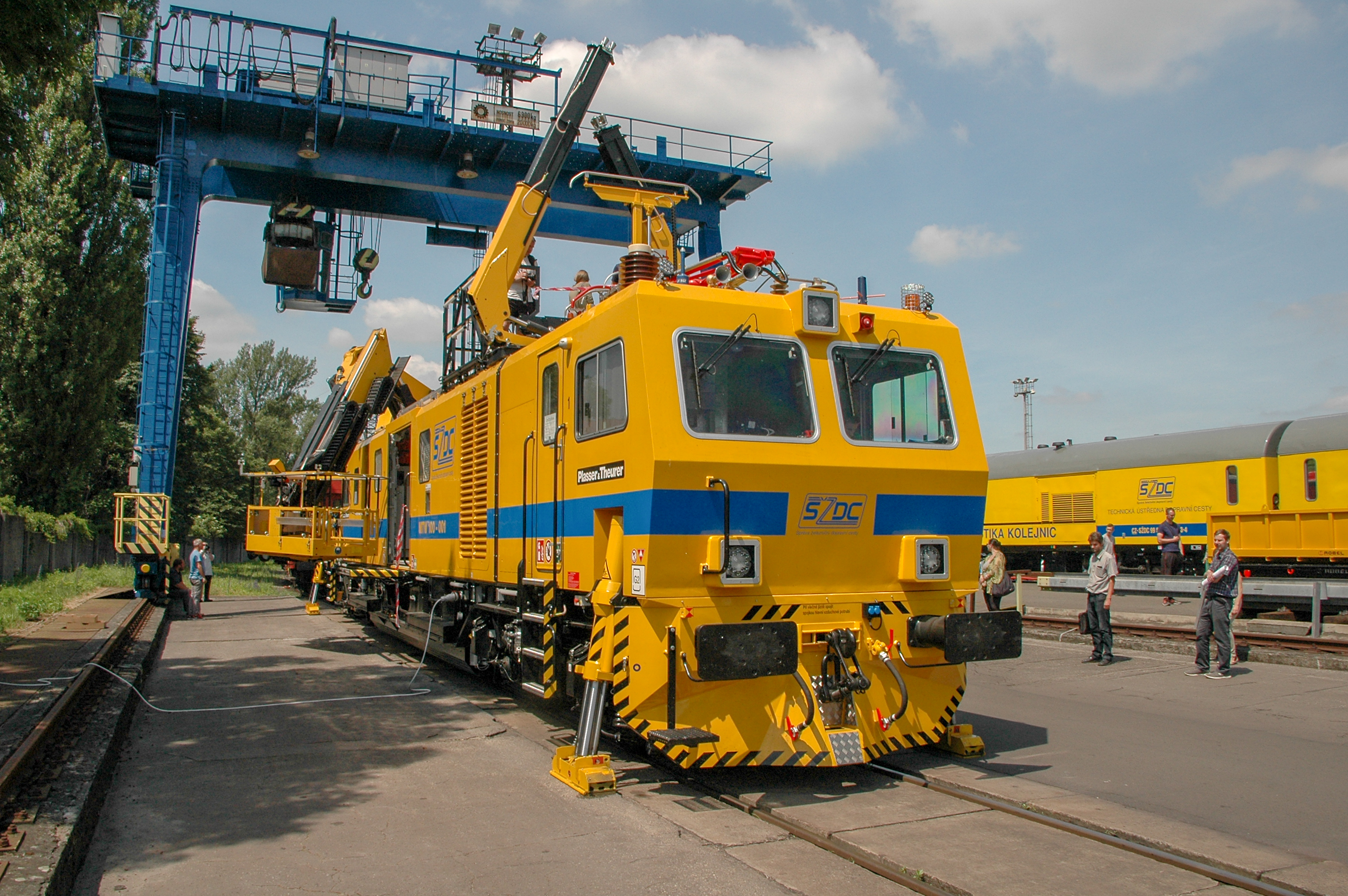
Pojazd kolejowy specjalny (Plasser & Theurer MTW 100)

Pojazd kolejowy specjalny – pojazd kolejowy przeznaczony do utrzymania, naprawy lub budowy infrastruktury kolejowej, lub przeznaczony do prowadzenia działań ratowniczych. 